# جوروپا ولی (کالیفرنیا)
جوروپا ولی (به انگلیسی: Jurupa Valley) شهری در شهرستان ریورساید، کالیفرنیا ایالت کالیفرنیا است که در سرشماری سال ۲۰۱۰ میلادی، ۹۴۲۳۵ نفر جمعیت داشته است.